# Весна проходить
«Весна проходить» — радянський художній фільм 1983 року, знятий режисером Нодаром Манагадзе на кіностудії «Грузія-фільм».

## Сюжет
Головний герой фільму — письменник-початківець Важа Джандірі. Після служби в армії він повертається до Тбілісі. Молодий чоловік йде до улюбленої вчительки, але вона померла; дівчина, яку він любив, забула його; друзі зайняті своїми проблемами. Він їде до кахетинського села, і незабаром жителі цього села стають героями його історій.

## У ролях
- Ерекле Кухіанідзе — Важа
- Марех Лікокелі — Натела
- Тамріко Чічуа — Лейла
- Елгуджа Бурдулі — Батарека
- Мераб Комахідзе — Важа в дитинстві

## Знімальна група
- Режисер — Нодар Манагадзе
- Сценарист — Нодар Манагадзе
- Оператор — Абесалом Майсурадзе
- Композитор — Нодар Габунія
- Художник — Шота Гоголашвілі